# Eufrozyna Tatarka
Eufrozyna (bułg.: Ефросина, Efrosina) – pierwsza żona cara bułgarskiego  Teodora Swetosława. Matka cara Jerzego II Tertera.
Eufrozyna była córką i dziedziczką kupca bizantyńskiego Mankusa, zajmującego się handlem na tatarskim Krymie. Według historyka bizantyńskiego Jerzego Pachymeresa po urodzeniu otrzymała imię Enkonen. Została ochrzczona przez jedną z żon wodza Nogaja, nieślubną córkę cesarza bizantyńskiego Michała VIII Paleologa, Eufrozynę. Na chrzcie przyjęła imię swej chrzestnej matki.
W 1285, po zwycięskiej wyprawie chana Nogaja na Bułgarię, car bułgarski Jerzy I Terter był zmuszony oddać swą córkę do haremu syna Nogaja, Czaki a syna  Teodora Swetosława, przyszłego męża Eufrozyny, jako zakładnika. W 1291, w wyniku kolejnego zwycięskiego najazdu Nogaja, Jerzy I Terter zbiegł do Bizancjum. Utrata tronu carskiego przez ojca sprawiła, że Teodor Swetosław znalazł się w trudnej sytuacji ekonomicznej i osobistej. To prawdopodobnie w tym czasie żona chana Nogaja, Eufrozyna doprowadziła do jego ślubu ze swą chrześniaczką i imienniczką, bogatą córką bizantyńskiego kupca, posiadającego spore wpływy na dworze chana.
Po śmierci Nogaja w 1299, Teodor Swetosław u boku jego syna Czaki zbiegł w granice Bułgarii. Oddziały Czaki pokonały siły regentów, a Teodor Swetosław nakłonił bojarów tyrnowskich do obrania Czaki carem. Zdaniem bułgarskiego historyka P. Pawłowa to właśnie złoto Eufrozyny otwarło drogę na Tyrnowo przed Teodorem Swetosławem i jego szwagrem Czaką, żonatym z jego siostrą.
W rok później obawiając się najazdu nowego chana tatarskiego Teodor Swetosław doprowadził do zamordowania Czaki i sam objął tron. Córka bizantyńskiego kupca została u jego boku carycą Bułgarii.
Teodor Swetosław i Eufrozyna mieli jednego syna Jerzego II Tertera. Data i okoliczności śmierci Eufrozyny nie są znane. Nastąpiła ona najprawdopodobniej przed 1307, w którym Teodor Swetosław zawarł pokój z Bizancjum i pojął za żonę córkę cesarza bizantyńskiego Michała IX.